# Manuel Navarro Luna
Manuel Navarro Luna (Jovellanos, Matanzas, 29 de agosto de 1894 - La Habana, 15 de junio de 1966), poeta y periodista cubano.

## Biografía
Descendiente  de una familia mambisa, cuando solo contaba con seis meses de edad fue llevado a la Ciudad de Manzanillo (provincia de Granma) por su madre Martina Luna, debido a la muerte de su padre Zacarías Navarro Pérez, capitán del ejército español que fue asesinado por sus propios compañeros de lucha pues descubrieron que apoyaba la lucha por la independencia de Cuba. 
Desde pequeño tuvo que abandonar la escuela e incorporarse a realizar varios oficios tales como: mozo de limpieza, limpiabotas, buzo, sereno y procurador público. La situación económica  y política imperante le hizo tomar conciencia de la causa cubana por la libertad. Estudiaba para superarse en forma autodidacta.
En 1915 se  da a conocer en el mundo poético  cuando publica   sus primeros versos en publicaciones  en las revistas manzanilleras Penachos y Orto. Navarro Luna fue director de La Defensa y de La Montaña. Además fundó una filial de la Asociación de la Prensa y la Biblioteca Pública José Martí. En 1919 publica  su primer libro  titulado Ritmos Dolientes.
Se relaciona con la actividad revolucionaria cuando participa en un acto organizado por Agustín Martín Veloz en Manzanillo para recordar el Día Internacional de los Trabajadores. Allí  eyó el soneto titulado Socialismo.
En 1930 se une al Partido Comunista de Cuba y participa en actividades contra la dictadura machadista y la amenaza nazi-fascista que amenazaba al mundo por esos tiempos.
Trabaja en la primera alcaldía comunista de Cuba encabezada por Paquito Rosales, donde realiza una destacada labor. Luego del triunfo revolucionario de 1959, integró las milicias nacionales y participa en la limpia del Escambray y en la victoria de Playa Girón.
Aporta en numerosas publicaciones nacionales como: Revista de Avance Letras, Social, Renacimiento, Unión, Bohemia, La Gaceta de Cuba, Verde Olivo y Hoy. 

## Obras principales
- Corazón Abierto  (1922)
- Refugio (1927)
- Surco  (1928)
- Siluetas Aldeanas (1929)
- Cartas de la Ciénaga (1932)
- Pulso y Onda  (1936)
- La Tierra Herida (1943)